# Peck (unidad de medida)

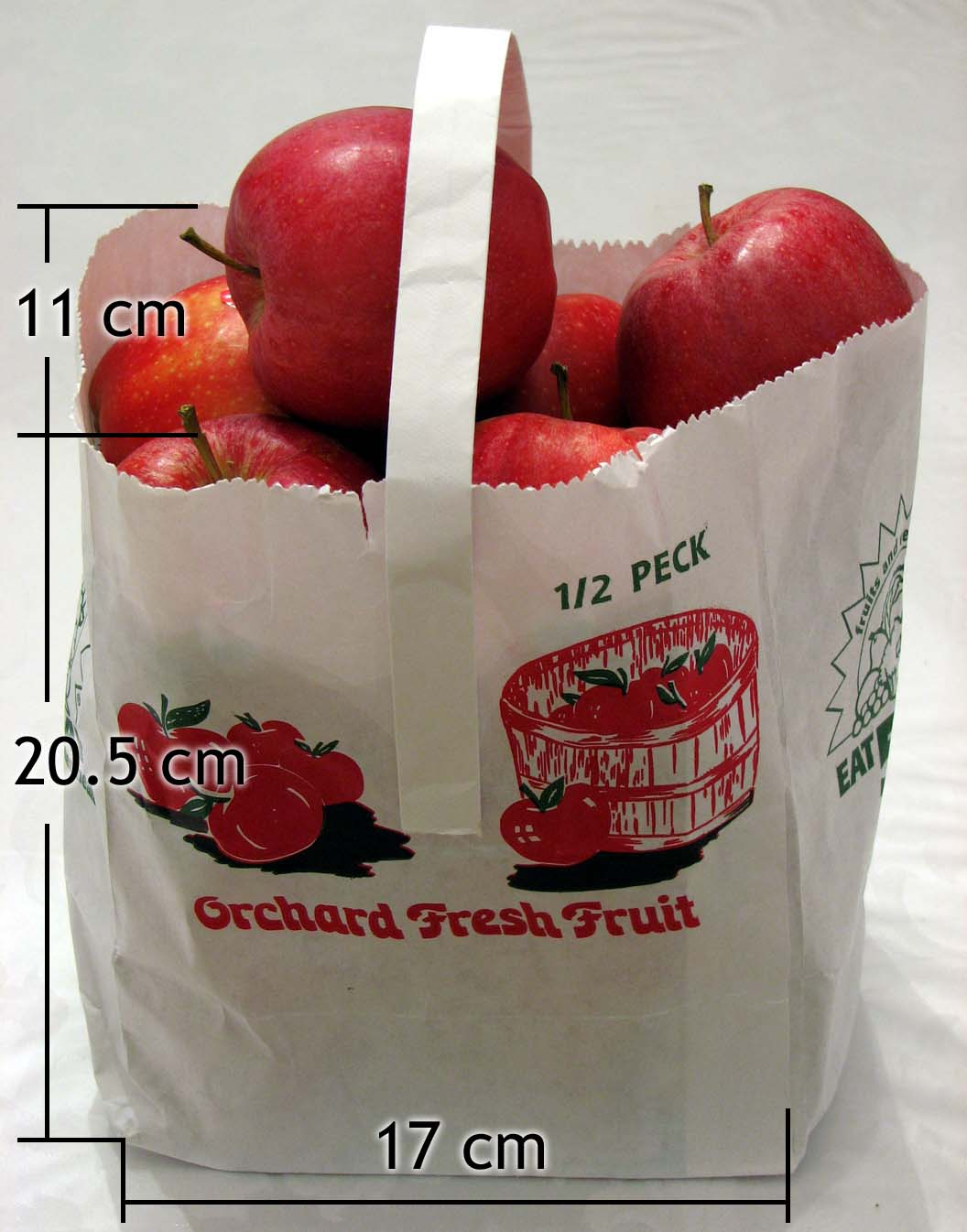
Una bolsa de manzanas de medio peck

Un peck es una unidad de volumen seco imperial, equivalente a 2 galones secos u 8 cuartos de galón secos o 16 pintas secas. Un peck imperial equivale a 9,09 litros y un peck estadounidense equivale a 8,81 litros. Dos peck hacen un imperial, y cuatro peck hacen un bushel. Aunque el uso del peck ya no está muy extendido, algunos productos, como las manzanas, se siguen vendiendo por peck en EE. UU.
En Escocia, se utilizó como medida seca hasta la introducción de las unidades imperiales como resultado de la "Ley de Pesos y Medidas de 1824". Equivalía a unos 9 litros (1,98 Imp gal) (en el caso de ciertos cultivos, como el trigo, los guisantes, las judías y la harina) y a unos 13 litros (2,86 Imp gal) (en el caso de la cebada, la avena y la malta).